# Pariskanonen
Pariskanonen (tyska: Paris-Geschütz), även känd som Kejsar Wilhelm-kanonen, var populärnamnet på en av Kejsardömet Tyskland under slutet av första världskriget använd typ av kanon, med en räckvidd på hela 130 km. Den kunde därför användas för att från västfronten bombardera Paris. 

## Beskrivning och historik
Pjäserna måste ha tillverkats i mer än ett exemplar, trots att populärnamnet indikerar singular. Projektilernas drivladdning var så kraftig att kanonen behövde bytas ut eller renoveras efter omkring 60 skott. Det exakta antalet tillverkade kanoner är oklart; dock måste minst två, kanske 5–6 pjäser använts. Endast en kanon åt gången var dock i bruk.

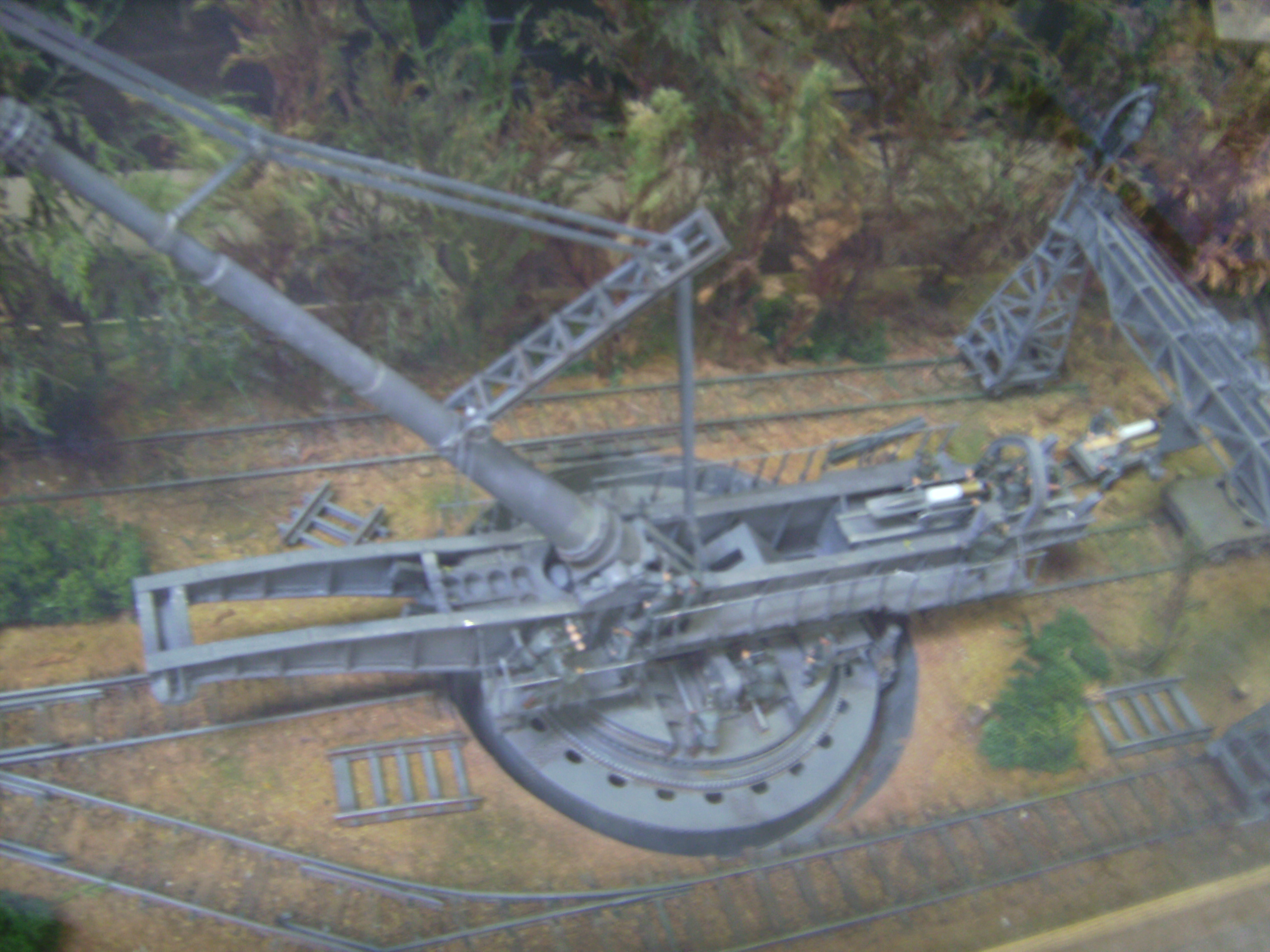
Modell av en uppställd och riktad kanon.

Pariskanonen hade måttlig kaliber (210 mm) men ett enormt långt eldrör – 36 meter. Den sattes in på västfronten i mars 1918, samtidigt med den stora tyska våroffensiven som följde efter freden i Brest-Litovsk, men saknade taktisk betydelse. På det strategiska planet fick den dock viss påverkan genom att sprida skräck bland Paris civilbefolkning, som tidigare inte berörts nämnvärt av kriget – ett flyganfall 1914 där bomber kastades ner manuellt och en liknande händelse vårvintern 1918 var allt. Men känslan av att bli beskjuten av artillerield, och därmed närheten till fronten, torde vid denna tid ha skrämt parisarna värre än första generationens flygplan. Emellertid trodde parisarna först att det handlade om att luftskepp fällde bomber, eftersom inget hördes före projektilernas nedslag. 
Kanonen väckte också allmän förvåning, eftersom man tidigare ansett att artilleriets maximala skottvidd var 30–35 km. Man trodde också att den längsta skottvidden uppnåddes med en elevationsvinkel under 45 grader (exakt 45 grader i vakuum). Men tyskarna hade räknat ut att man med hjälp av avsevärt stegrad utgångshastighet kunde kullkasta de gamla teorierna. Genom det långa eldröret fick projektilerna en utgångshastighet på 1 550 m/s, jämfört med 850–900 m/s för dåtidens normala kanoner. Detta tillsammans med en elevationsvinkel på 55 grader gjorde att projektilerna fick en maximal banhöjd på 40 km. Förklaringen till dess långa skottvidd var således att kanonen utnyttjade den tunna atmosfären högt upp och att projektilerna därför utsattes för mindre luftmotstånd än normalt.
Den höga utgångshastigheten gjorde att slitaget på eldröret var enormt. Ett eldrör hade en livslängd på 65 skott och kalibern ökade med 0,3 mm mellan varje skott. Granaterna tillverkades därför i serier med gradvis ökande kaliber från 210 mm till 230 mm som avfyrades i stigande ordning.
Sammanlagt sköts mot Paris mellan mars och augusti 1918 över 300 skott, varav 182 landade inom vallarna. Efter de tyska motgångarna från den 8 augusti 1918 – tyska arméns svarta dag – flyttades pjäserna bort från fronten. Ingen militär personal från ententen lär någonsin ha sett någon av dessa kanoner, varken under eller efter kriget, men tyskarna fotograferade kanonen. Rykten om att denna typ av kanon kom till användning även under andra världskriget har förekommit men inte bevisats, och i tyska arkiv har inga sådana uppgifter hittills hittats.

## Rekordhöjd
Kanonens projektiler var de allra första artefakter som människan har lyckats få att nå planeten jordens stratosfär, om än bara tillfälligt.